# National Restaurant Association
National Restaurant Association (NRA) är en amerikansk branschorganisation som företräder främst restaurangnäringen i USA, som i sig hade en total försäljning på 937 miljarder amerikanska dollar och sysselsatte uppemot 15 miljoner anställda för år 2022. Den företräder även bland annat cateringföretag, matleverantörer samt studenter och lärare inom gästgiveri. År 2019 hade branschorganisationen mer än en halv miljon medlemmar anslutna till sig.

## Historik
Branschorganisationen har sitt ursprung från 1916 när traktörer i Kansas City i Missouri hade börjat samtala med varandra, om att starta en lokal branschorganisation för restauranger, när de möttes på den lokala Rotary Club. Den fick namnet Kansas City Restaurant Association. En liknande branschorganisation uppkom också i New York i New York. Efter att första världskriget avslutades, tyckte äggproducenter att priset på ägg behövdes höjas avsevärt och krävde 65 cent för ett dussin ägg. Något som branschorganisationen i Kansas vägrade gå med på och helt enkelt bojkottade de berörda äggproducenterna tills äggproducenterna hade gått med på att ett dussin ägg fick kosta som högst 32 cent. Detta i åtanke så startade 68 traktörer, runt om i USA, upp denna branschorganisation den 13 mars 1919 i Kansas City och hade Kansas City Restaurant Association som förebild. Branschorganisationen fick namnet The National Restaurant Association, "The" avlägsnades från branschorganisationes namn vid ett senare tillfälle. Vid starten av branschorganisationen hade den omkring 43 000 restauranger som var anknutna till sig. Branschorganisationen i New York blev en del av den nya nationella branschorganisationen.
Den första nationella konferensen för branschorganisationen ägde rum den 1–3 december samma år och omkring 200 representanter från 14 delstater närvarade. Det kom också besökande traktörer från de kanadensiska städerna Toronto i Ontario och Victoria i British Columbia och som visade intresse i branschorganisationen.

## Styrelsen
| Position        | Namn              | Företag                                |
| --------------- | ----------------- | -------------------------------------- |
| Ordförande      | Scott Redler      | Freddy's Frozen Custard & Steakburgers |
| Vice ordförande | Jeff Lobdell      | Restaurant Partners Management         |
| Kassör          | Rich Schneider    | Areas USA                              |
| Ledamöter       | Damola Adamolekun | P.F. Chang's China Bistro              |
| Ledamöter       | Anthony Anton     | Washington Hospitality Association     |
| Ledamöter       | Greg Cook         | Ecolab                                 |
| Ledamöter       | Steve Danon       | Restaurant Brands International        |
| Ledamöter       | Tiffany Derry     | T2D Concepts                           |
| Ledamöter       | Matt Johnson      | Barley's                               |
| Ledamöter       | Juan Martinez     | Martinez Hospitality                   |
| Ledamöter       | Roni Mazumdar     | Unapologetic Foods                     |
| Ledamöter       | Aileen Reilly     | Beast + Bottle Group                   |
| Ledamöter       | Peter Sclafani    | Making Raving Fans Hospitality Group   |
| Ledamöter       | Kevin Spratt      | Rich Products                          |
| Ledamöter       | Joshua Suggs      | Delta's                                |
| Ledamöter       | John Tallichet    | Specialty Restaurants Corporation      |
| President & VD  | Michelle Korsmo   |                                        |